# Province cartusienne de Provence
Ne doit pas être confondu avec la Provence, ancienne province.
La province de l'Ordre des chartreux de Provence, en latin : Provincia Provinciæ, est créée au début du XIVe siècle.
Elle correspond à un groupe de maisons ou chartreuses et non à un espace géographique.

## Histoire
La nécessité d’une partition administrative de l’ordre se fait sentir dès le début du XIVe siècle, raison pour laquelle l’Europe cartusienne se trouve divisée en provinces. La visite est alors attribuée à autant d’officiers que de provinces, qui est redéfinie par chaque nouvelle fondation.
Les 52 chartreuses existantes en 1301 sont distribuées dans les provinces de France, de Provence, de Bourgogne, de Lombardie et enfin de Genève.
Au cours du Grand Schisme d'Occident, la chrétienté latine est divisée en deux obédiences, l'une au pape de Rome et l'autre au pape d'Avignon. Ce schisme provoque également un schisme au sein de l'ordre des Chartreux en 1380 qui dure jusqu'en 1410. Urbain VI déménage le siège du chapitre général à Žiče, qui le reste pendant près de deux décennies (1391-1410). Les chartreux allemands et italiens sont avec le pape de Rome, et ceux de France et d'Espagne suivent le pape d'Avignon.

## Liste des chartreuses
Par date de fondation :
- Durbon 1116-1790
- Les Écouges 1116-1422
- Montrieux 1137
- Val-Sainte-Marie 1144-1791
- Prébayon 1145-1228  (transfert à Saint-André-de-Ramières)
- La Verne 1170-1790
- Bertaud 1188-1446 (transfert à Durbon)
- Valbonne 1203-1901
- Saint-André-de-Ramières 1228-1336
- Prémol 1234-1790
- Parménie 1259-1391
- La Celle-Roubaud 1260-1419
- Eymeux 1300-1310
- Bonpas 1318-1790
- Villeneuve-lès-Avignon 1356-1792
- Aix-en-Provence 1625-1790
- Marseille 1633-1790

## Visiteurs de Provence
- Laurent Blumenau (†1483), originaire de Prusse, docteur in utroque, chanoine de Varmie, auditeur de Rote, chapelain du pape, commissaire de l’Ordre Teutonique. Il entre à la Grande Chartreuse en 1471, prieur de Villeneuve-lès-Avignon et visiteur de la province de Provence, meurt en charge le 25 décembre 1483 à la chartreuse de Gdańsk.
- Jacob de Sens, prieur de la chartreuse d'Avignon et visiteur de Provence, vers 1580[2].
- Bruno d'Affringues (1549-†1632), né à Saint-Omer. Après avoir étudié, à l'Université de Paris, la philosophie, la théologie, la médecine et certaines langues anciennes, il devient docteur de droit civil et de droit canon. Il fait profession le 1er avril 1591. En 1599, il devient premier visiteur de l'Ordre pour la Provence. En 1600, il fut désigné comme 47e général de l'Ordre des Chartreux. On pensa souvent à lui pour le souverain pontificat. Il fut en relations épistolaires suivies avec Saint François de Sales.
- Polycarpe de la Rivière (†1638), né dans une famille noble du Velay à Tence vers 1586, d’abord attaché à la maison de la reine Marguerite de Navarre, il fait profession à la Grande Chartreuse le 1er mars 1609, âgé de 23 ans. Procureur à Lyon en 1616, prieur de Sainte-Croix-en-Jarez en 1618, de Bordeaux en 1627, de Bonpas en 1631 et visiteur de Provence, il est déposé à sa demande en 1638 et disparaît au cours d’un voyage au Mont Dore.
- Alphonse-Louis du Plessis de Richelieu (†1653), d’une famille noble, évêque nommé de Luçon à la bavette, il céda cet évêché à son frère, le futur cardinal-ministre, avant son sacre, pour faire profession à la Grande Chartreuse le 12 mars 1603. Prieur de Bonpas en 1621 et visiteur de Provence, il devient archevêque d'Aix-en-Provence en 1626, archevêque de Lyon en 1628 et cardinal en 1629. Grand aumônier du Roi depuis 1632, il meurt à Lyon le 24 mars 1653.
- Louis de Lauzeray (†1658), né à Tours, il fait profession à la Grande Chartreuse le 25 avril 1608 et y devient sacristain. Nommé prieur du Liget, en 1622, il est déposé en 1631 à cause de sa trop grande sévérité et revint en Chartreuse. Il est prieur de Meyriat dès 1632, sous-scribe en 1636 en Chartreuse, prieur de Montrieux et visiteur de Provence en 1638, prieur de chartreuse de  Villeneuve-lès-Avignon en 1642 ; en 1643 il est déposé de sa charge de visiteur et retourne prieur de Montrieux. Il redevient prieur de Villeneuve-lès-Avignon en 1648 et meurt en charge le 13 avril 1658.
- Jean-Baptiste Berger (†1719), parisien, il fait profession à la chartreuse de  Villeneuve-lès-Avignon, le 19 novembre 1656, successivement coadjuteur de cette maison en 1659, procureur en 1661, prieur de Marseille en 1666, de Villeneuve en 1675, scribe du géneral des chartreux en 1684, procureur général en 1686, vicaire des moniales de Prémol en 1689, à nouveau prieur de Villeneuve en 1690, puis de Marseille en 1693. Déposé en 1703, il meurt dans cette maison.